# Laothoe
Laothoe là một chi bướm đêm thuộc họ Sphingidae.

## Các loài
- Laothoe amurensis - (Staudinger, 1892)
- Laothoe austanti - (Staudinger, 1877)
- Laothoe habeli - Saldaitis, Ivinskis & Borth, 2010
- Laothoe philerema - (Djakonov, 1923)
- Laothoe populeti - (Bienert, 1870)
- Laothoe populetorum - (Staudinger, 1887)
- Laothoe populi - (Linnaeus, 1758)

## Hình ảnh

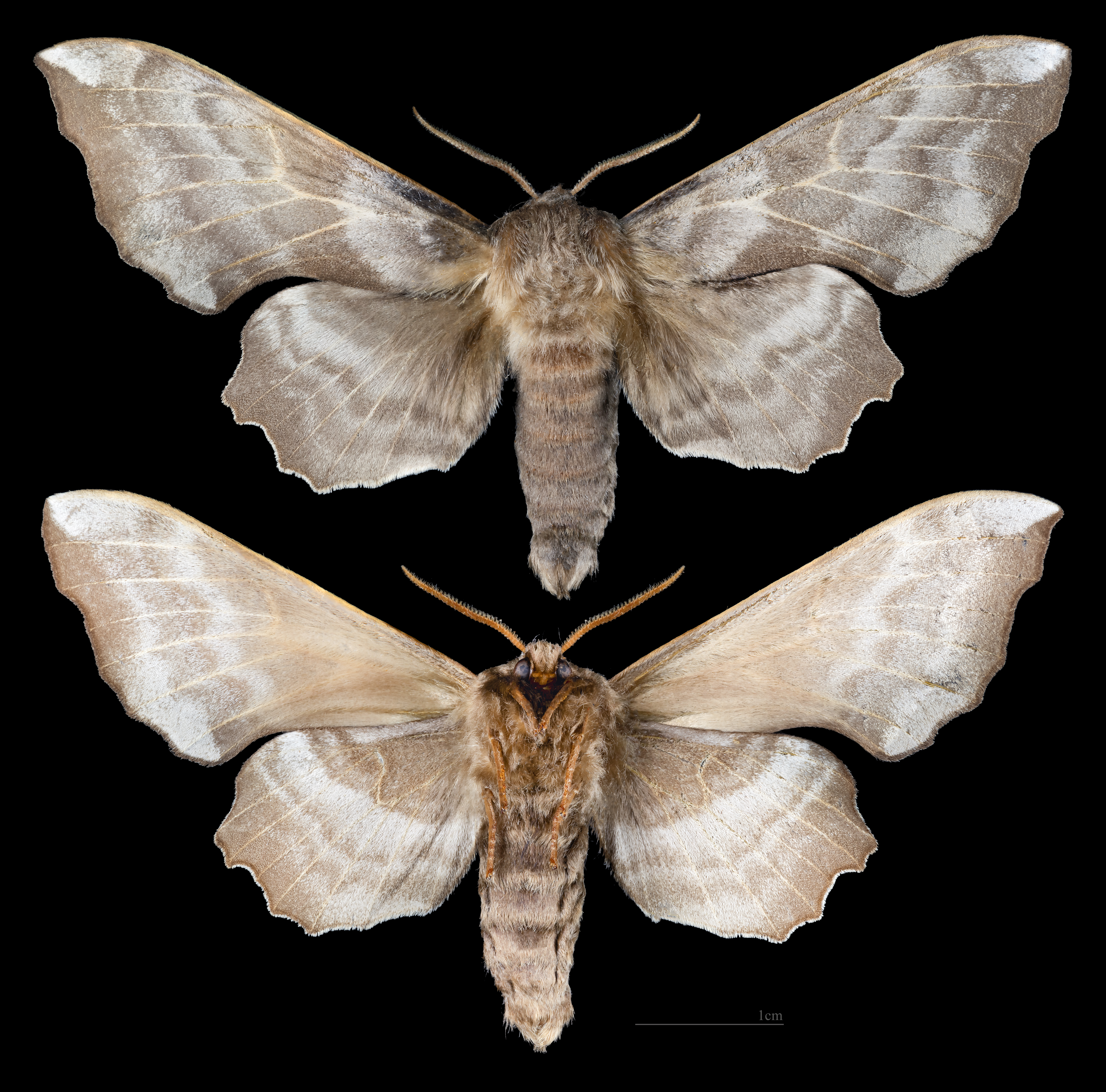
Laothoe amurensis
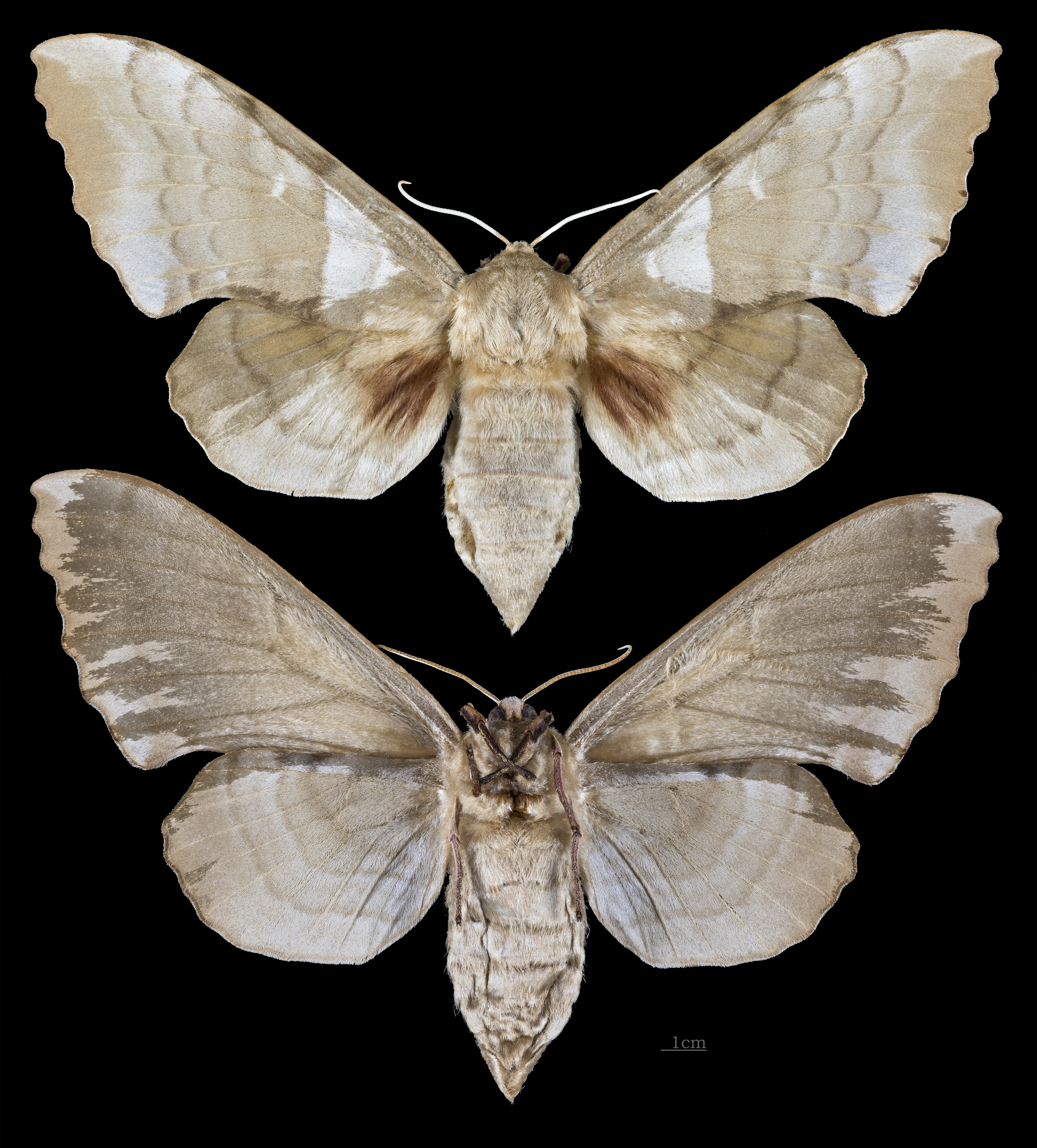
Laothoe austauti
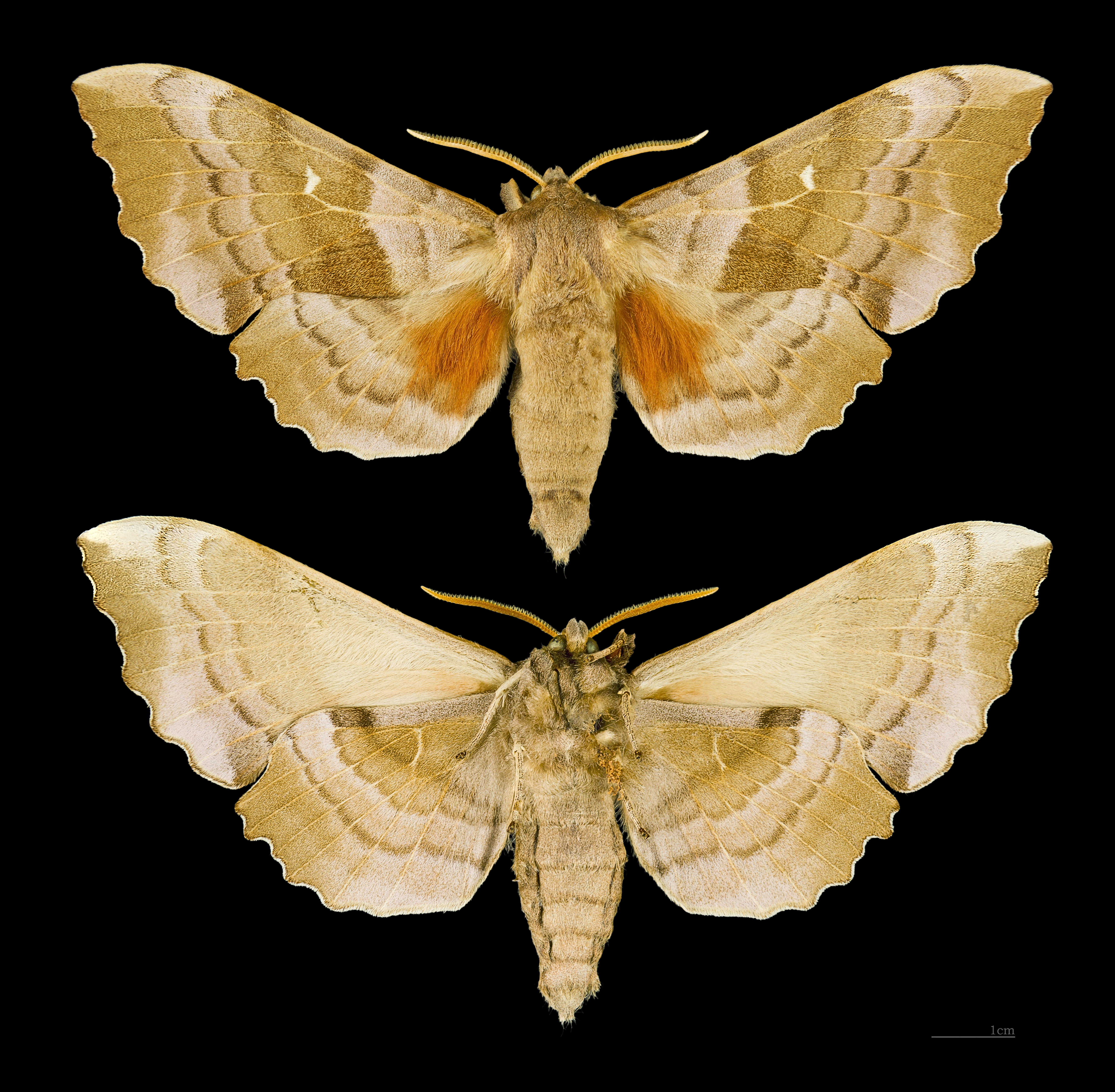
Laothoe populi